# Italian Open 2024
Italian Open 2024 (cunoscut și sub numele de Roma Masters sau Internazionali BNL d'Italia din motive de sponsorizare) a fost un turneu profesionist de tenis care s-a jucat pe terenuri cu zgură, în aer liber, la Foro Italico din Roma, Italia. A fost cea de-a 81-a ediție a Italian Open și a fost clasificat ca un eveniment ATP 1000 pe Circuitul ATP 2024 și un eveniment WTA 1000 pe Circuitul WTA 2024.

## Campioni

### Simplu masculin
Pentru mai multe informații consultați Italian Open 2024 – Simplu masculin

### Simplu feminin
Pentru mai multe informații consultați Italian Open 2024 – Simplu feminin

### Dublu masculin
Pentru mai multe informații consultați Italian Open 2024 – Dublu masculin

### Dublu feminin
Pentru mai multe informații consultați Italian Open 2024 – Dublu feminin

## Puncte și premii în bani

### Distribuția punctelor
| Probă           | C    | F   | SF  | QF  | R16 | R32 | R64 | R96 | Q   | Q2  | Q1  |
| Simplu masculin | 1000 | 650 | 400 | 200 | 100 | 50  | 30* | 10  | 20  | 10  | 0   |
| Dublu masculin  | 1000 | 600 | 360 | 180 | 90  | 0   | N/A | N/A | N/A | N/A | N/A |
| Simplu feminin  | 1000 | 650 | 390 | 215 | 120 | 65  | 35* | 10  | 30  | 20  | 2   |
| Dublu feminin   | 1000 | 650 | 390 | 215 | 120 | 10  | N/A | N/A | N/A | N/A | N/A |

### Premii în bani
| Probă           | C        | F        | SF       | QF       | Runda 4 | Runda 3 | Runda 2 | Runda 1 | Q2      | Q1     |
| Simplu masculin | €963,225 | €512,260 | €284,590 | €161,995 | €88,440 | €51,665 | €30,255 | €20,360 | €11,820 | €6,130 |
| Simplu feminin  | €699,690 | €365,015 | €192,405 | €99,160  | €52,480 | €30,435 | €16,965 | €10,495 | €8,030  | €4,175 |
| Dublu masculin* | €391,680 | €207,360 | €111,360 | €55,690  | €29,860 | €16,320 | N/A     | N/A     | N/A     | N/A    |
| Dublu feminin*  | €244,310 | €129,320 | €69,460  | €34,740  | €18,560 | €10,180 | N/A     | N/A     | N/A     | N/A    |

*per echipă